# توماس فورد (شاعر)
توماس فورد (بالإنجليزية: Thomas Ford)‏ (و. 1580 – 1648 م) هو شاعر، وملحن، وعازف كمان الساق ‏، وعازف آلة وترية ‏ بريطاني، يستخدم آلات كمان الساق، توفي في لندن، عن عمر يناهز 68 عاماً.

## روابط خارجية
- توماس فورد على موقع ميوزك برينز (الإنجليزية)
- توماس فورد على موقع ديسكوغز (الإنجليزية)